# Южна мангуста джудже
Южна мангуста джудже (Helogale parvula или Обикновена мангуста джудже) е вид бозайник от семейство Мангустови (Herpestidae).

## Разпространение и местообитание
Разпространен е в Ангола, Ботсвана, Есватини, Етиопия, Замбия, Кения, Демократична република Конго, Малави, Мозамбик, Намибия, Сомалия, Судан, Танзания, Уганда и Южна Африка.